# Чаїсубані (Кобулеті)
Чаїсубані (груз. ჩაისუბანი) — село в Грузії.
За даними перепису населення 2014 року в селі проживає 2847 осіб.